# Корпусна група «B»
Корпусна́ гру́па «B» (нім. Korps-Abteilung B) — оперативно-тактичне об'єднання Вермахту, корпусна група в роки Другої світової війни. У березні 1944 частини з'єднання передані на доукомлектування 57-ї та 88-ї піхотних дивізій Вермахту.

## Історія
Корпусна група «B» була сформована 2 листопада 1943 шляхом об'єднання розгромлених на Східному фронті 112-ї, 255-ї та 332-ї піхотних дивізій Вермахту зі складу групи армій «Південь».

## Райони бойових дій
- СРСР (південний напрямок) (листопад 1943 — березень 1944).

## Командування

### Командири
- генерал-лейтенант Теобальд Ліб (2 листопада 1943 — 1 лютого 1944);
- оберст Ганс-Йоахім Фуке (нім. Hans-Joachim Fouquet) (1 лютого — 17 лютого 1944; загинув у бою).

## Нагороджені корпусної групи
Нагороджені корпусної групи
|  | Кавалери Нагрудного знаку ближнього бою в золоті | 1  |
|  | Кавалери Золотого Німецького Хреста              | 16 |
|  | Кавалери Лицарського хреста Залізного хреста     | 10 |

- Нагороджені Сертифікатом Пошани Головнокомандувача Сухопутних військ (1)

## Бойовий склад корпусної групи «B»
Формування управління, забезпечення та підтримки
- 112-й дивізійний фузілерний батальйон (Divisions-Füsilier-Bataillon 112);
- 112-й протитанковий батальйон (Panzerjäger-Abteilung 112);
- 112-й батальйон зв'язку (Nachrichten-Abteilung 112);
- 112-й навчальний батальйон (Feldersatz-Bataillon 112);
- 112-й саперний батальйон (Pionier-Bataillon 112);
- 112-те управління постачання (Nachschubtruppen 112).

- 112-та дивізійна група (Divisionsgruppe 112);
- 255-та дивізійна група (Divisionsgruppe 255);
- 332-га дивізійна група (Divisionsgruppe 332);
- 86-й артилерійський полк (Artillerie-Regiment 86).